# Adeloneivaia bombacis
Adeloneivaia bombacis är en fjärilsart som beskrevs av Herrich-Schäffer 1855. Adeloneivaia bombacis ingår i släktet Adeloneivaia och familjen påfågelsspinnare. Inga underarter finns listade i Catalogue of Life.